# Nunimeus
Nunimeus là một chi bướm đêm thuộc phân họ Tortricinae của họ Tortricidae.

## Các loài
- Nunimeus numenius Razowski & Becker, 2001